# Lucky Cannon
Jonathon David Emminger, meglio conosciuto come Johnny Emminger (New Port Richey, 20 agosto 1987), è un ex wrestler statunitense.
È principalmente noto per i suoi trascorsi nella World Wrestling Entertainment tra il 2010 e il 2011.

## Carriera

### Florida Championship Wrestling (2008-2010)
Nel 2008, Emminger firma un contratto con la World Wrestling Entertainment e viene inviato nella Florida Championship Wrestling per allenarsi. Il 12 Luglio 2008 lotta nel suo primo match in team con Lupe Martinez contro Sinn Bowdee e Jack Gabriel, ma vengono sconfitti. Continuò poi a combattere in vari Tag team match e ricavare abbastanza successo nel medesimo mese di luglio, quando fece team con Kafu per sconfiggere Jack Gabriel e Ian Richardson, e con Imani Lee per sconfiggere Tyrone Jones e Vic Adams. Lottò anche in Mixed Tag team match alleandosi con Tiffany e sconfiggendo Stu Bennett e Alicia Fox a settembre. A fine 2008 cominciò una faida con Byron Saxton e cominciarono una serie di match tra i due. Nel corso di questo feud Kaleb O'Neal cominciò ad intromettersi aiutando Emminger e concludendo il feud.
Ad inizio 2009, Emminger continuò a ricavarsi alleati dal calibro di Lawrence Knight con il quale sconfisse i Dudebusters e con Joe Hennig.
Nel marzo 2009 cominciò un feud con Alex Riley, futura star di NXT.
Il 13 marzo viene sconfitto da quest'ultimo, ma in seguito si allea con Johnny Curtis e Tyler Reks per sconfiggere Riley, Mr. Tarver e Ian Richardson in un six-man Tag team match.
Alla fine del feud si allea con Tyler Reks e Sheamus o'Shaunessy per sconfiggere Alex Riley, Drew McIntyre e Lance Hoyt.
Nel 2010 lottò solamente in match sporadici, ma sconfisse Joe Dering il 25 febbraio, perdendovi però a marzo che cambiò poi ringname in Drake Brewer

### NXT (2010-2011)
Il 10 giugno 2010 viene annunciato che Emminger parteciperà alla seconda stagione di WWE NXT, con il ringname di Lucky Cannon.
Il 16 giugno Cannon e Mark Henry vengono sconfitti da Kofi Kingston e Michael McGillicuty.
Il 22 giugno viene sconfitto da Cody Rhodes. A inizio luglio combatte in un six man tag team match insieme a Kaval e Michael McGillicuty.
Il 7 luglio Mark Henry e Cannon vengono sconfitti da Cody Rhodes e Husky Harris. Il 14 luglio Henry e Cannon sconfiggono Alex Riley e The Miz. 
Il 20 luglio viene sconfitto da Alex Riley. Lo stesso giorno partecipa alla corsa a ostacoli della NXT ROOKIE CHALLENGE e si piazza al numero 6.
Il 4 agosto viene sconfitto da Michael McGillicuty. L'8 ottobre Kaval, Percy Watson e Cannon sconfiggono Husky Harris, Alex Riley e Michael McGillicuty.
Il 9 marzo 2011 viene sconfitto da Titus O'Neil. Il 22 marzo sconfigge Byron Saxton.Il 12 aprile viene sconfitto da Yoshi Tatsu. Il 19 aprile Cannon e Tyson Kidd sconfiggono Yoshi Tatsu e Byron Saxton. Il 26 aprile sconfigge nuovamente Byron Saxton. Il 24 maggio Lucky e Tyson Kidd sconfiggono Byron Saxton e Yoshi Tatsu. Il 1º giugno Lucky e Kidd vengono sconfitti da Conor e Vladimir Kozlov. L'8 giugno viene sconfitto per la seconda volta da Titus O'Neil. Il 15 giugno, a scadenza del suo contratto, lascia la WWE.

### Circuito indipendente (2011)
Nel 2011 Johnny Emminger si dedica al circuito indipendente per poi ritirarsi dal wrestling lottato qualche mese dopo.

## Personaggio
Mosse finali
- Lucky Break / Cannon ball (Fireman's carry slam)
- Big boot

## Titoli e riconoscimenti
- Florida Championship Wrestling
  - FCW Florida Heavyweight Championship
- Pro Wrestling Illustrated
  - N° 260 nella top 500 della Pro Wrestling Illustrated